# Georges Vincent Aznavour
Georges Vincent Aznavour ( 1861 - 1920 ) fue un botánico armenio, de orientación cristiana. Trabajó y exploró extensamente la región de Estambul. Poseyó un importante herbario

## Algunas publicaciones
- Aznavour, GV. ve Istanbul florası. Türk Biologi Dergisi 11:87-95

## Honores

### Epónimos
- (Asteraceae) Taraxacum aznavourii Soest[3]
- (Brassicaceae) Erysimum aznavourii Polatschek[4]
- (Lamiaceae) Thymus aznavourii Velen.[5]
- (Scrophulariaceae) Veronica aznavourii Dörfl.[6]

- La abreviatura «Azn.» se emplea para indicar a Georges Vincent Aznavour como autoridad en la descripción y clasificación científica de los vegetales.[7]